# Diplogaster pararmatus
Diplogaster pararmatus is een rondwormensoort uit de familie van de Diplogasteridae. De wetenschappelijke naam van de soort is voor het eerst geldig gepubliceerd in 1938 door Schneider.